# شهرستان همیلتون (تنسی)
شهرستان همیلتون، تنسی (به انگلیسی: Hamilton County, Tennessee) یک سکونتگاه مسکونی در ایالات متحده آمریکا است که در تنسی واقع شده‌است.

## خصوصیات
شهرستان همیلتون ۱٬۴۹۱٫۸۴ کیلومترمربع مساحت دارد.